# Талызина, Анастасия Эдуардовна
Анастасия Эдуардовна Талызина (род. 5 июля 1999, Москва, Россия) — российская актриса театра и кино, известная в первую очередь благодаря ролям в фильмах «Кентавр» и «Год рождения», сериалах «Тонкие материи» и «Патриот».

## Биография
Анастасия Талызина родилась 5 июля 1999 года в Москве. Её мать — актриса Ксения Хаирова, дочь актрисы Валентины Талызиной (1935—2025) и художника Леонида Непомнящего (1939—2023). Об отце практически ничего неизвестно. С трёх лет Талызина занималась балетом, но в 14 была вынуждена отказаться от карьеры в этой сфере из-за травмы колена. После школы поступила в Щепкинское училище. В 2018 году, учась на втором курсе, сыграла первую роль в кино — в картине «Пиковая дама: Зазеркалье». Затем Талызина получила первую главную роль — в сериале «Тонкие материи».
В последующие годы Талызина сыграла ведущие роли в сериалах «Патриот» и «Чудо-доктор», фильме «Дело». В 2023 году на экран вышел ряд фильмов с Талызиной: «Кентавр», «Год рождения», «Воздух» (режиссёр последнего фильма Алексей Герман-младший заявил накануне выхода ленты в прокат, что Талызина «станет новой суперзвездой»).
31 августа 2024 года Талызина вышла замуж за своего партнёра по фильму «Я делаю шаг, актёра Сергея Новосада.

## Фильмография
- 2018 — Пиковая дама: Зазеркалье ― Алиса
- 2020 — Патриот — Елена Викторовна Сысарина
- 2020 — Тонкие материи — Татьяна Назарова
- 2020 — Мёртвые души — дочь губернатора
- 2021 — Владивосток — Ника
- 2021 — Дело — Настя, соседка
- 2022 — Молчание (3-я серия) — Зоя Новикова
- 2023 — Я делаю шаг — Ольга Кузнецова
- 2023 — Кентавр — Лиза
- 2023 — Год рождения — Марина
- 2023 — Воздух ― Женя Белова
- 2024 — Взрослые
- 2025 — Москва слезам не верит. Всё только начинается
- 2025 - Один хороший день - Катя
- 2025 — Батя 2. Дед ― Нюра

## Награды
- 2024 год — ХХXI кинофестиваль «Виват кино России!», приз за «Лучшую женскую роль» (в фильме «Воздух»)[7].
- 2025 год — XXIII кинопремия «Золотой орёл», номинация в категории «Лучшая женская роль в кино» (в фильме «Воздух»).